# Giulio Roscio
Giulio Roscio, noto anche come  Giulio Roscio Ortino (Orte, 1550 circa – Milano, 1591), è stato un presbitero e scrittore italiano.

## Biografia
Figlio di Fabrizio, che fu governatore in vari luoghi dello Stato Pontificio, Giulio studiò nel Seminario Romano e si laureò in teologia. Ordinato sacerdote, rimase a Roma e fece parte della familia del cardinale Giacomo Savelli, dove frequentò Gian Vittorio Rossi e Aldo Manuzio
Nel 1590 fu chiamato da Gregorio XIV come segretario per le lettere latine. Durante un viaggio in Svizzera si ammalò  e morì a Milano.
Molti suoi scritti sono conservati presso la Biblioteca Vaticana.

## Opere
- Vita et miracula divi Bernardi Clarevalensis Abbatis, Roma, 1587
- Emblemata Sacra, Roma, 1589
- Triumphus Martyrium in Templo Domini Stephani Caelii Montis, Roma, 1589
- Filippo Decio (a cura di), Elogia militaría, stampata postuma,  Roma, 1596